# Virová arteritida koní
Virová arteritida koní (EVA, Equine viral arteritis) je infekční zánět cév. (Neplést si s artritidou, zánětem kloubů).
Přenos je možný i na osly. Lidé ani další domácí zvířata se nakazit nemohou. Je způsobena virem EAV (Equine arteritis virus), což je RNA virus patřící do skupiny Arteriviry, Arterivirideae (dřív Nidovirideae).
Po rozšíření aerosolem se virus množí v makrofázích, za 48 hodin ho lze nalézt v mízních uzlinách. Následuje viremie, která EAV roznese do celého těla. Virus se lokalizuje ve svalové vrstvě malých krevních cév (arteriolách), kde ztěžuje průtok krve (odtud otoky a později hemorrhagie tkání a orgánů). Inkubační doba je 3–14 dní.

## Výskyt
Vir se vyskytuje celosvětově. Může značně poškodit či zcela devastovat proces zabřezávání a připouštění v nakažených chovech.
Zda se kůň nakazí, záleží na odolnosti koně (plemenné příslušnosti) a expozici (doba a výše infekční dávky). Zvířata se nakazí, uzdraví, virus v populaci koluje, ale žádné zvíře trvale neinfikuje.  Jedná se tedy o nákazu, které se lze zbavit chovatelskými opatřeními.
Uzdravení jedinci nemívají trvalé následky, nejsou nosiči viru, nemoc probíhá v akutní formě (1–3 měsíce). Častá je reinfekce či opakovaná infekce stejných jedinců.

## Symptomy
1. Největší procento je bez klinických příznaků (v subklinické formě).
2. Otok spodního víčka
3. Otok prepucia a šourku
4. Výtok z nozder, kašel
5. Nechutenství, deprese
6. Horečka po dobu jednoho až pěti dní.
7. Abortus během 5. až 10. měsíce březosti.

## Diagnostika
Diagnostikovat EAV na základě kliniky není možné, je nutné laboratorní vyšetření (sérologie či přímý průkaz viru).
Často se klinicky projeví až komplikace způsobené bakteriální infekcí (pneumonie, rhinitis, omphaloflebitis).
U podezřelých chovů se před připuštěním plemeníkům odebere krev, nechá se vyšetřit na protilátky. V laboratoři se použije VNT (virus neutralizační test).

## Přenos
EVA se šíří pěti cestami, z nichž nejčastější jsou první dvě.
1. Respirační sekrety
2. Pohlavním stykem nebo inseminací (i mražené semeno může být infikováno).
3. Tělními exkrety jako je moč, trus, vaginální hlen atd.
4. Přenos transplacentární (matka – plod)
5. Nepřímý přenos (pasivní přenos lidmi, nářadím, postroji, dekami atd.)

Cesta respiračního přenosu je nejčastější ve stájích, na závodištích, přehlídkách koní či ve veterinárních klinikách. Cesta pohlavního přenosu je nejčastější na chovných farmách.
Značné procento plemenných hřebců je infikováno virem EAV a šíří ho během připouštění, ať už je úspěšné, či nikoli.

## Léčení
Neexistuje efektivní léčení. Při výskytu klinických příznaků se provádí symptomatická léčba, podávají se antiflogistika a antipyretika (NSAIDs), provádí se prevence bakteriálního onemocnění (antibiotika), které často po virové infekci následuje.

## Vakcinace
U České republice se neprovádí (zakázána). Ve světě se provádí vakcinace každoročně u zvířat nad 6 měsíců stáří. Vakcinace má za úkol zabránit šíření viru v nakažených chovech. Vakcinují se zvířata bez klinických příznaků nemoci. Vakcína pomáhá bránit vzniku onemocnění u nenakažených jedinců, respektive je činí odolnějšími. Březí zvířata se poslední dva měsíce březosti nevakcinují.

## Ztráty
EVA způsobuje ekonomické ztráty související s léčením nemoci, následných zápalů plic, s nižším procentem zabřezávání (raná odúmrť embryí), občasnými aborty. Další ztráty souvisí s prevencí proti šíření viru, ta je ovšem společná pro mnoho dalších chorob, nevyžaduje tudíž speciální opatření, jen zkvalitňuje obecné podmínky chovu.
Nemoc se spontánně vyléčí u každého jedince, ovšem chovy mohou být trvale infikovány díky cirkulaci viru v prostředí. Jedná se o chovatelskou nemoc (zvládnutelnou chovatelskými opatřeními).

## Prevence před šířením nákazy
1. Izolovat koně přivezené z jiného chovu po 4 týdny.
2. Separovat březí klisny.
3. Letnit stáje a přístřešky.
4. Izolovat všechny zvířata, co byla připuštěna mimo chov, po dobu 3 týdnů. Přenos viru je možný i zmraženým semenem.
5. Vyžadovat testy od všech hřebců k připouštění, bezpečné inseminační dávky.
6. 1× ročně krevní test EVA všech zvířat v rizikovém chovu.
7. Včasná léčba klinicky nemocných zvířat. Tím se zabrání bakteriálním komplikacím, zajistí se lehčí průběh nemoci. Doba přenosu viru se zkrátí.